# Izabela (księżna Asturii)
Izabela (ur. 20 grudnia 1851 - 23 kwietnia 1931, w Paryżu) – dwukrotna następczyni tronu Hiszpanii, księżna Asturii. 

## Następczyni tronu Hiszpanii
Była najstarszą córką królowej Hiszpanii Izabeli II Burbon i jej męża (oraz brata stryjecznego) Francisco de Asís de Borbón, hrabiego Kadyksu. Nosiła tytuł księżniczki (Princesa), podczas gdy jej dwie młodsze siostry - Maria de la Paz i Eulalia, nosiły jedynie tytuły infantek. 
Izabela po raz pierwszy została następczynią tronu podczas tzw. wojny karlistowskiej pomiędzy zwolennikami królowej Izabeli II a zwolennikami jej stryja Don Carlosa, hrabiego Molina. W 1857 straciła tytuł, bo urodził się jej młodszy brat Alfons. Wtedy Alfons został następcą tronu, a Izabela znalazła się na drugim miejscu w sukcesji do tronu. W 1875 Alfons został królem Hiszpanii jako Alfons XII. Nie miał potomstwa, a więc Izabela (wówczas 24-letnia) ponownie została następczynią tronu. W 1880 ponownie straciła tytuł - urodziło się pierwsze dziecko jej brata - Maria de las Mercedes Hiszpańska. Dziewczynka przejęła tytuł Izabeli tym razem już na dobre.

## Małżeństwo
13 maja 1868 w Madrycie Izabela poślubiła brata ciotecznego swojej matki i swojego ojca - księcia Gaetano z Obojga Sycylii (1846–1871), hrabiego Girgenti, młodszego syna króla Ferdynanda II Burbona. Jej mąż Gaetano Marie Federico, książę Girgenti otrzymał tytuł infanta Hiszpanii. Ich małżeństwo nie należało do szczęśliwych, a w 1871 pogrążony w depresji Gaetano popełnił samobójstwo (miał zaledwie 25 lat) w Lucernie, w Szwajcarii. 
Izabela Maria zmarła jako bezdzietna wdowa, w wieku 80 lat, na wygnaniu we Francji (niedługo po tym jak jej bratanek Alfons XIII został pozbawiony tronu przez republikanów).